# Lodole
Lodole è un piccolo borgo che si trova tra i comuni di Monzuno e Loiano in provincia di Bologna.

## Geografia
Lodole si raggiunge percorrendo la Strada Intercomunale del Fondovalle Savena, l'Autostrada A1 (uscita Rioveggio) oppure la Strada Provinciale 65 della Futa con provenienza dalla vicina città di Bologna, città che mantiene sotto la sua provincia buona parte di questo incontaminato territorio dell'Appennino Tosco-Emiliano.

## Storia e descrizione
Gli edifici seicenteschi del piccolo borgo Lodole erano di proprietà dell'Ospitale di Monzuno e tenuti in godimento dalla famiglia Nanni che aveva anche il patronato ecclesiastico dell'allora esistente oratorio di San Giovanni Battista. L'architrave della porta d'ingresso di una di queste abitazioni è decorato a bassorilievo mentre un portale murato reca la data 1664 ed il nome di Sebastiano Nanni.
Dopo una prima sistemazione dell'abitato avvenuta nel 1800, recentemente 2 degli edifici del borgo sono stati sapientemente ristrutturati secondo un ripristino conservativo in linea con le vigenti normative dei beni culturali che hanno preservato l'antica tradizione architettonica dei muri con pietra a vista, tipica di questo territorio ai confini con la Toscana. In particolare uno dei due edifici è stato adibito a struttura ricettiva.
L'antico Ospitale di Santa Maria delle Selve (detto anche di San Francesco) di cui era proprietà questo borgo ebbe una sua storia interessante per il benefico influsso esercitato nella zona a vantaggio dei pellegrini che per secoli si sono recati verso Roma seguendo gli antichi percorsi che ancora oggi collegano Bologna alla Toscana: tra questi sentieri ricordiamo l'antica strada romana della via Flaminia Minor che attraversa il crinale dell'Appennino Bolognese fino al Passo della Futa e prosegue scendendo fino ad Arezzo; più recente e non meno importante, il percorso escursionistico denominato Via degli Dei che all'inizio degli anni '90 è stato ricostruito e segnato dal CAI per accompagnare lungo il suo sentiero nuovi pellegrini che da Bologna risalgono gli Appennini e raggiungono Firenze.

## Fonti
- Monzuno, un comune dell'Appennino Bolognese di Giuseppe Coccolini, edito dal Comune di Monzuno nel 1975; ASB, a.r. estimo 1700; Calindri, IV, pag. 130